# Малая Шатьма
Ма́лая Ша́тьма (чув. Кĕçĕн Шетмĕ) — река в России, протекает по Красноармейскому району Чувашской Республики. Левый приток реки Большой Цивиль.

## География
Река Малая Шатьма берёт начало у деревни Синьял-Шатьма. Течёт на юго-восток по открытой местности. Устье реки находится ниже деревни Чиршкасы в 80 км от устья Цивиля. Длина реки составляет 18 км, площадь водосборного бассейна — 71,8 км².
Вдоль реки расположены деревни: Синьял-Шатьма, Вурманкассы, Таныши, Исаково, Кумагалы, Чиршкасы.

## Данные водного реестра
По данным государственного водного реестра России относится к Верхневолжскому бассейновому округу, водохозяйственный участок реки — Цивиль от истока и до устья, речной подбассейн реки — Волга от впадения Оки до Куйбышевского водохранилища (без бассейна Суры). Речной бассейн реки — (Верхняя) Волга до Куйбышевского водохранилища (без бассейна Оки).
Код объекта в государственном водном реестре — 08010400412112100000193.